# Memoriał Edwarda Jancarza 1992
     P. Świst
     H. Nielsen
I Memoriał Edwarda Jancarza odbył się 12 lipca 1992 roku na stadionie im. Edwarda Jancarza w Gorzowie Wielkopolskim. Sędzią zawodów był Roman Siwiak.

## Wyniki
| Msc. | Zawodnik                 | Klub                | Pkt  |             |  |
| ---- | ------------------------ | ------------------- | ---- | ----------- |  |
| 1    | (14) Hans Nielsen        | Lublin              | 14   | (3,3,2,3,3) |  |
| 2    | (13) Jarosław Szymkowiak | Zielona Góra        | 12+3 | (2,2,2,3,3) |  |
| 3    | (4) Bohumil Brhel        | Gorzów Wielkopolski | 12+2 | (3,3,3,3,0) |  |
| 4    | (10) Piotr Świst         | Gorzów Wielkopolski | 11   | (3,1,1,3,3) |  |
| 5    | (6) Andrzej Huszcza      | Zielona Góra        | 10   | (1,2,3,2,2) |  |
| 6    | (1) Antal Kócsó          | Gorzów Wielkopolski | 10   | (1,3,2,2,2) |  |
| 7    | (11) Zoltán Adorján      | Rzeszów             | 10   | (2,3,1,2,2) |  |
| 8    | (7) Tommy Knudsen        | Wrocław             | 7    | (3,0,0,1,3) |  |
| 9    | (3) Roman Jankowski      | Leszno              | 7    | (2,2,3,0,0) |  |
| 10   | (12) Mirosław Kowalik    | Toruń               | 6    | (0,2,3,0,1) |  |
| 11   | (16) Einar Kyllingstad   | Gorzów Wielkopolski | 5    | (1,0,0,2,2) |  |
| 12   | (8) Jacek Krzyżaniak     | Toruń               | 5    | (2,1,0,1,1) |  |
| 13   | (9) Jarosław Olszewski   | Gdańsk              | 5    | (1,1,1,1,1) |  |
| 14   | (5) Ryszard Franczyszyn  | Gorzów Wielkopolski | 4    | (0,0,2,1,1) |  |
| 15   | (2) Sławomir Drabik      | Częstochowa         | 1    | (0,0,1,0,0) |  |
| 16   | (15) Piotr Paluch        | Gorzów Wielkopolski | 1    | (0,1,0,0,d) |  |

## Wyścig po wyścigu
1. Brhel (65,25), Jankowski, Kócsó, Drabik
2. Knudsen (65,94), Krzyżaniak, Huszcza, Franczyszyn
3. Świst (65,95), Adorján, Olszewski, Kowalik
4. Nielsen (65,47), Szymkowiak, Kyllingstad, Paluch
5. Kócsó (66,59), Szymkowiak, Olszewski, Franczyszyn
6. Nielsen (65,56), Huszcza, Świst, Drabik
7. Adorján (66,96), Jankowski, Paluch, Knudsen
8. Brhel (66,31), Kowalik, Krzyżaniak, Kyllingstad
9. Huszcza (67,03), Kócsó, Adorján, Kyllingstad
10. Kowalik (66,29), Franczyszyn, Drabik, Paluch
11. Jankowski (66,57), Nielsen, Olszewski, Krzyżaniak
12. Brhel (66,14), Szymkowiak, Świst, Knudsen
13. Nielsen (66,33), Kócsó, Knudsen, Kowalik
14. Szymkowiak (67,36), Adorján, Krzyżaniak, Drabik
15. Świst (67,04), Kyllingstad, Franczyszyn, Jankowski
16. Brhel (66,79), Huszcza, Olszewski, Paluch
17. Świst (67,09), Kócsó, Krzyżaniak, Paluch (d)
18. Knudsen (66,52), Kyllingstad, Olszewski, Drabik
19. Szymkowiak (67,15), Huszcza, Kowalik, Jankowski
20. Nielsen (67,17), Adorján, Franczyszyn, Brhel
21. wyścig dodatkowy o 2. miejsce Szymkowiak (67,55), Brhel

Turniej oldbojów
1. Jurczyński, B. Jąder
2. Dobrucki, Pogorzelski
3. Padewski, Brabański
4. Cieślak, Ząbik
5. finał B B. Jąder, Brabański, Ząbik
6. finał A Padewski, Cieślak, Jurczyński, Pogorzelski